# Bregano
Bregano est une commune italienne de la province de Varèse dans la région Lombardie en Italie.

## Géographie
Cette commune appartient à l'Union des communes Ouest-Lac de Varèse.

## Administration
| Période                                  | Période  | Identité            | Étiquette | Qualité |
| ---------------------------------------- | -------- | ------------------- | --------- | ------- |
| 8/6/2009                                 | En cours | Alessandro Granella |           |         |
| Les données manquantes sont à compléter. |          |                     |           |         |

### Hameaux
Casa della Crocetta, Fornace, Cascina Quaglia